# SpaceX Crew Dragon Demo 1
SpaceX Crew Dragon Demo 1 è il primo test orbitale senza equipaggio della Dragon 2. È stata lanciata il 2 marzo 2019 ed è arrivata alla Stazione spaziale internazionale il 3 marzo, poco più di 24 ore dopo il lancio. La missione è terminata l'8 marzo 2019 alle 13:50 UTC, a seguito di un ammaraggio nell'oceano Atlantico.

## Missione
il 3 marzo la capsula ha collaudato le procedure di avvicinamento e aggancio automatico alla ISS, dove è rimasta agganciata per cinque giorni, l'8 marzo la navetta ha effettuato il rientro e l'atterraggio in acqua per fornire i dati necessari a qualificare il veicolo al trasporto di umani alla ISS. I sistemi di supporto vitale sono stati monitorati per tutto il corso della missione. La stessa capsula sarà riutilizzata in seguito per un test di abbandono in volo.
È stata lanciata su un razzo Falcon 9 per contratto con la NASA secondo il Commercial Crew Program (CCDev). I piani iniziali prevedevano i voli del CCDev già nel 2015. Demo 1 era prevista per dicembre 2016, e poi posticipata molte volte nel corso del 2017. La prima data esatta resa pubblica dalla NASA a novembre 2018 era il 17 gennaio 2019, poi rimandata a febbraio. Dopo un incendio nel 24 gennaio 2019 la data del lancio è diventata il 23 febbraio 2019. Alla fine di gennaio, il lancio è stato ulteriormente posticipato a non prima del 2 marzo 2019 stando a un documento di SpaceX per la FCC per il comando, il tracciamento, e la telemetria della capsula Dragon 2.
Demo 1 ha passato il Flight Readiness Review e il Launch Readiness Review rispettivamente il 22 febbraio e il 27 febbraio 2019.
Il Falcon 9 con la Demo 1 arrivò sulla rampa 39A il 28 febbraio intorno alle 15:00 UTC e si alzò in verticale poche ore dopo. Prima del lancio, Demo 1 è stata caricata e ha avuto gli ultimi controlli.
La capsula è stata lanciata il 2 marzo alle 7:49 UTC e si è agganciata correttamente alla ISS il 3 marzo 2019 alle 10:51 UTC.
L'8 marzo 2019 alle 13:45 UTC è avvenuto correttamente l'ammaraggio nell'Atlantico.

## Carico utile
Invece di portare astronauti, questo volo ha avuto un manichino di prova, noto formalmente con il nome di Anthropomorphic Test Device (ATD). Il manichino, che indossa la tuta spaziale di SpaceX, si chiama Ripley dal personaggio di Sigourney Weaver nel franchise di Alien. La massa della capsula è simile a quella delle missioni con astronauti.

## Galleria d'immagini

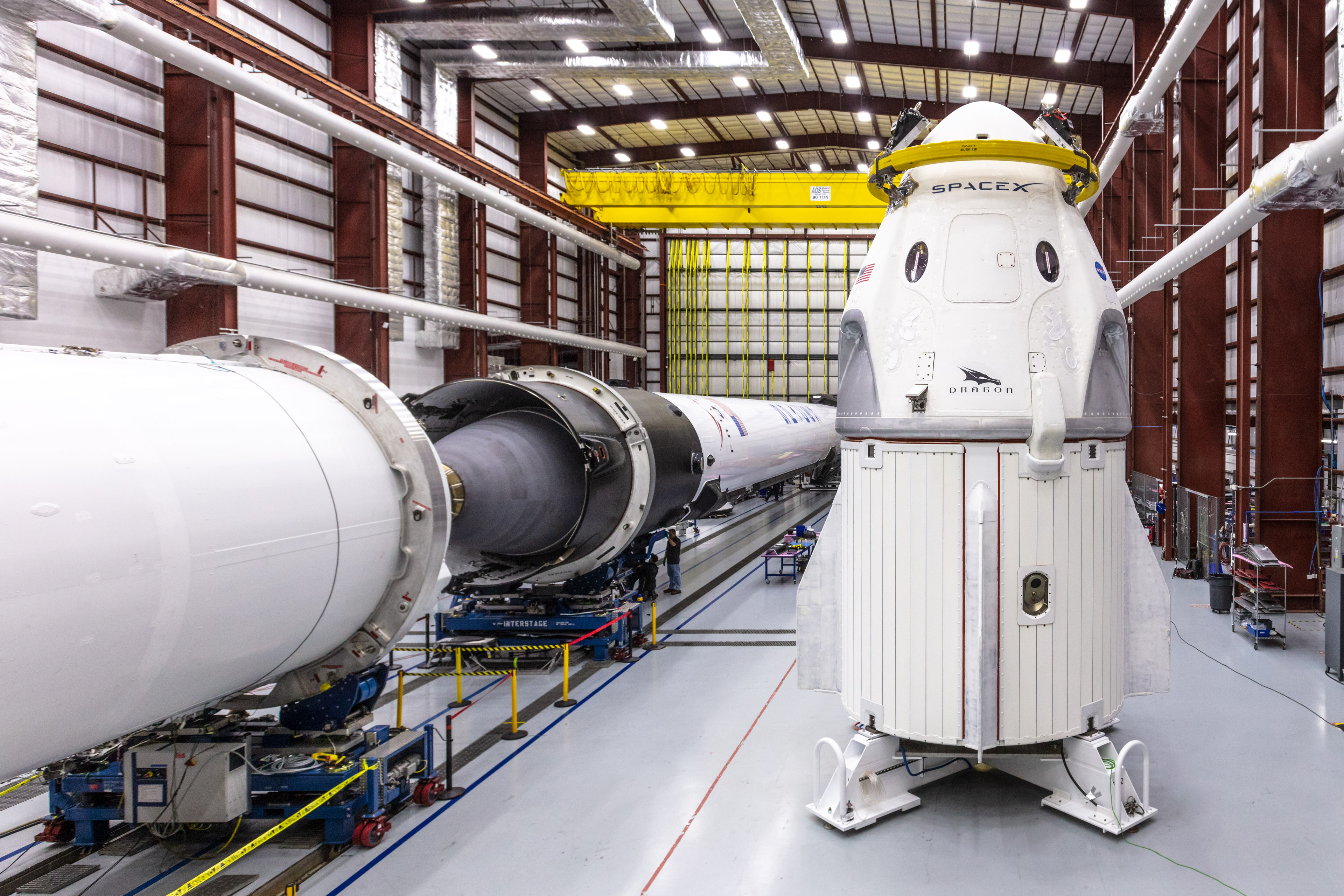
La capsula Dragon 2 alla LC-39A Horizontal Integration Facility di SpaceX
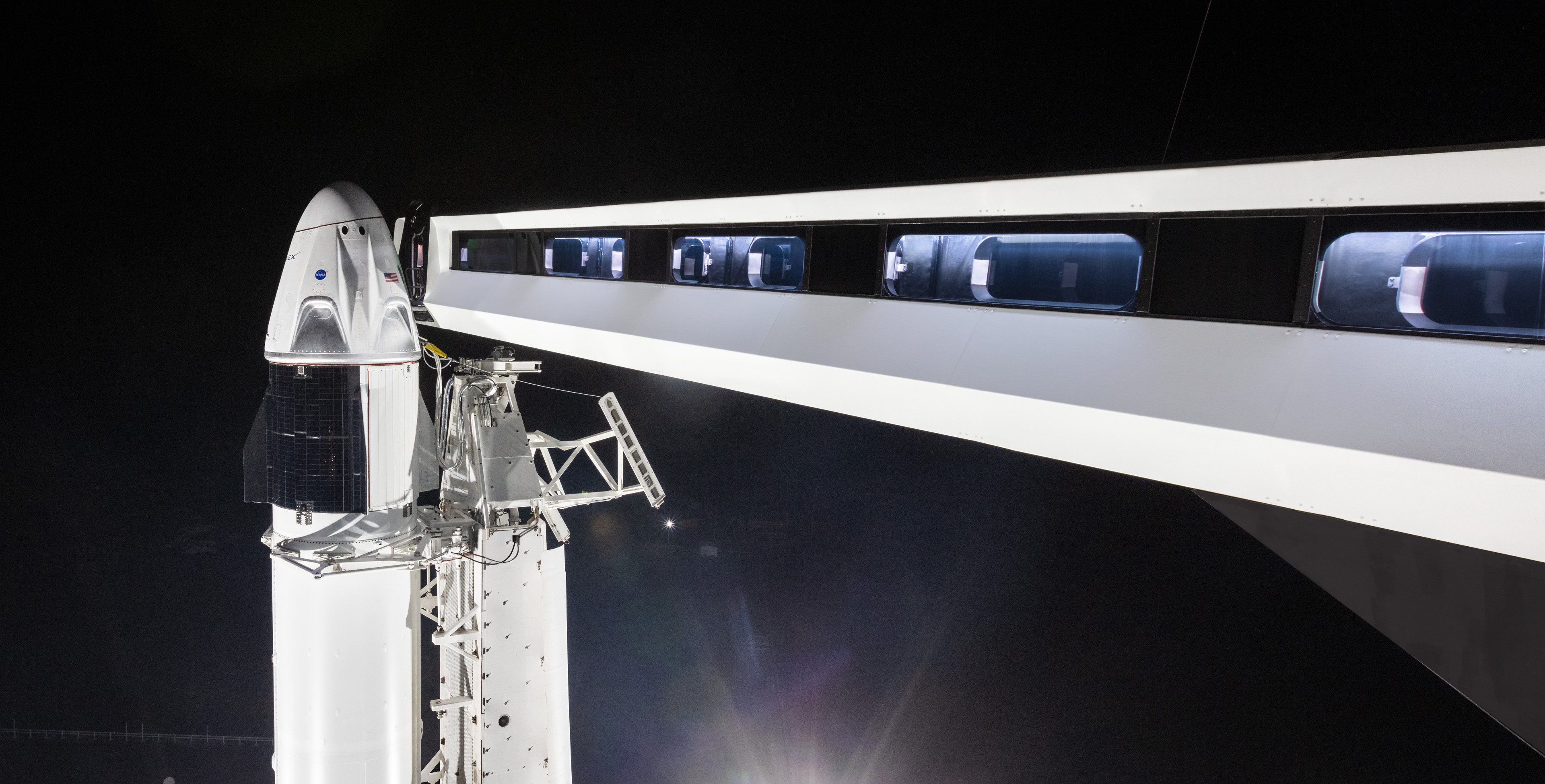
La Dragon montata sul Falcon 9 sulla rampa di lancio, con la passerella estesa dalla torre di lancio
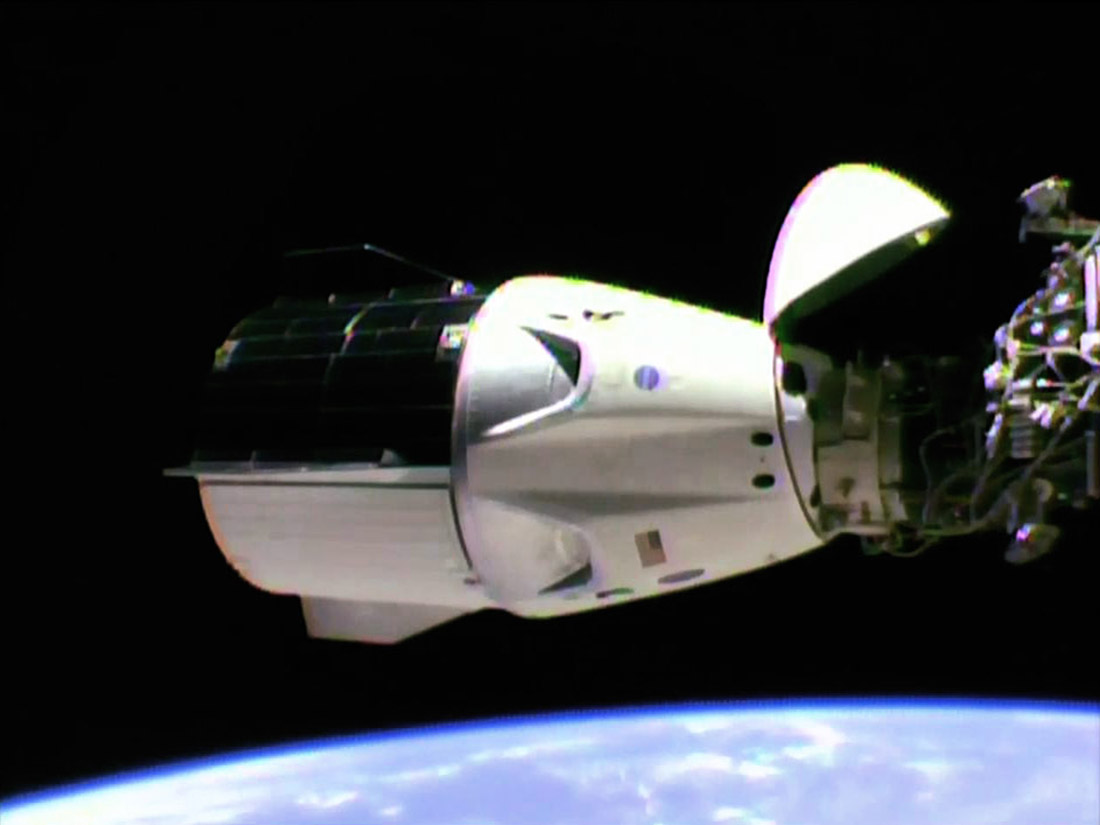
La Dragon 2 agganciata alla Stazione spaziale internazionale
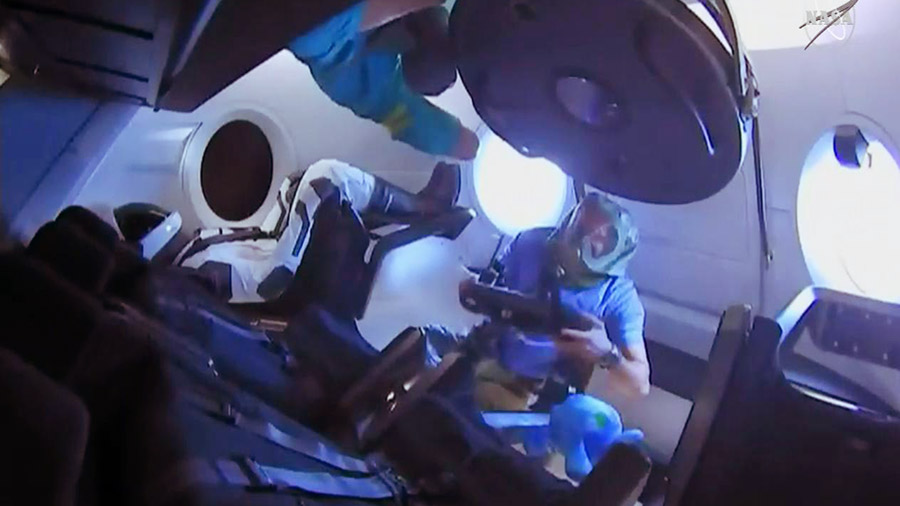
L'equipaggio della Expedition 58 entrano per la prima volta nella Dragon 2. Indossano protezioni per evitare di respirare particolato che potrebbe diventare libero durante il lancio
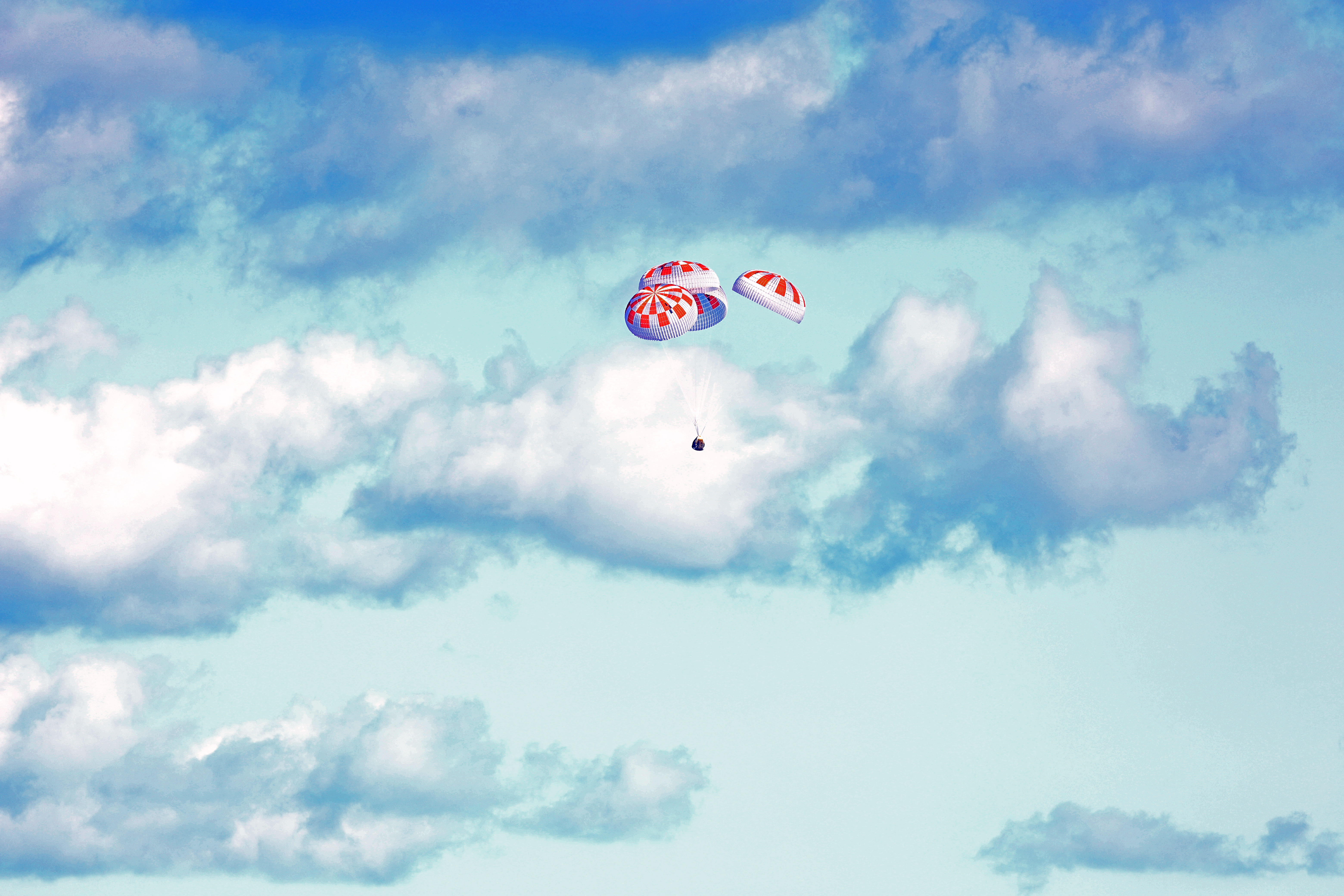
Ammaraggio della capsula nell'oceano Atlantico